# Sanae Baïza
Sanae Baïza (en arabe : سناء بعيزة) est une taekwondoïste marocaine.

## Carrière
Sanae Baïza est médaillée de bronze dans la catégorie des moins de 67 kg aux Championnats d'Afrique 2021 à Dakar.